# آشباخ (راینلاند-فالتس)
آشباخ (به آلمانی: Aschbach) یک شهر در آلمان است که در Lauterecken-Wolfstein واقع شده‌است.